# حسن قائمیان
حسن قائمیان (زادهٔ ۱۲۹۵ در بابل – درگذشتهٔ ۲۲ خرداد ۱۳۵۵ در تهران) نویسنده و مترجم ایرانی بود.

## زندگی‌نامه

### خانواده
حسن قائمیان در سال ۱۲۹۵ خورشیدی در بابل زاده شد. پدر وی «ابوالقاسم قائمیان» بود که از محترمین و افراد معتمد شهر بابل به‌شمار می‌رفت. او به جز حسن، دارای دو پسر دیگر به نام‌های کاظم و باقر بود که بعدتر، هر کدام به ترتیب رئیس اعتبارات کل بانک ملی ایران و رئیس دانشکده پزشکی دانشگاه رازی شدند.

### کار در بانک ملی
قائمیان در بازگشت از پاریس به ایران، در ادارهٔ بررسی‌های اقتصادی بانک ملی ایران کار گرفت و به یکی از صاحب‌منصبان عالی بانک ملی تبدیل شد.

### تجرد
قائمیان هیچ‌گاه ازدواج نکرد و دلیل آن را نرسیدن به کسی که دوست داشت عنوان کرد. او ازدواج نکردن خود را به دلیل پیروی کردن از هدایت ندانست و حتی گفت که خود او و هدایت مخالف ازدواج نبوده‌اند. قائمیان گفته که دوست داشته صاحب زن و بچه شود، ولی به معشوق خود نرسیده.

### گوشه‌گیری و ریاضت
قائمیان در دههٔ ۱۳۵۰ خورشیدی نسبت به دو دههٔ پیشین آن ساکت‌تر شده بود و دیگر از ابراز احساسات شدید او به هدایت خبری نبود. او در این زمان ریاضت پیشه‌کرده بود و به همین دلیل از خوردن خوراک پرهیز می‌کرد. به طوری که در سال ۱۳۵۴، هنگامی که در بخش قلب بیمارستان بانک ملی بستری شد، وزن‌اش به ۳۵ کیلوگرم رسیده بود. این وضعیت موجب وحشت خانواده و برادرهایش شده بود.

## بیماری
در اوایل دههٔ ۱۳۵۰ خورشیدی، قائمیان به شدت بیمار شد و باید برای درمان به اروپا می‌رفت. وی تصمیم گرفت برای تأمین بخشی از هزینهٔ سفر خود، همهٔ کتاب‌هایش را بفروشد. با وجود این که گروهی از دوستانش و چند سازمان فرهنگی و ادبی ایران برای تأمین هزینهٔ سفر وی اعلام آمادگی کردند، ولی وی نپذیرفت و تنها پذیرفت که کتاب‌هایش را از وی بخرند. قائمیان برای فروش کتاب‌های خود در روزنامهٔ اطلاعات آگهی داد و بالاخره با فروش این کتاب‌ها، هزینهٔ سفر خود را تأمین کرد. ولی با حادثهٔ آتش‌سوزی خانه‌اش، این سفر لغو شد.

## آتش‌سوزی خانه
میانهٔ خرداد ۱۳۵۴، برق خانهٔ قائمیان در کوچهٔ شیروانی خیابان نادری می‌رود. قائمیان که در حال نوشتن بود، برای گسسته‌نشدن رشتهٔ افکارش، شمعی روشن می‌کند و به نوشتن ادامه می‌دهد. در حال نوشتن خوابش می‌گیرد و شمع در انتهای سوختن خود، کاغذهای پیرامونش را آتش می‌زند و این آتش به کل خانه سرایت می‌کند.
همسایه‌ها از بوی آتش بیدار می‌شوند و پس از خاموش کردن آن، قائمیان را نجات می‌دهند. پس از نجات از آتش، قائمیان بهت‌زده بود و گریه می‌کرد. او در پاسخ به یکی از همسایه‌ها، گفت که کاش خودش می‌سوخت و نوشته‌هایش که حاصل چهار سال رنج و زحمت بودند و چکیدهٔ دانش ادبی‌اش بوده‌اند نمی‌سوختند.
خبر این پیش‌آمد در صفحهٔ حوادث روزنامه‌های عصر تهران، اطلاعات و کیهان منتشر شد. خبررسانی این حادثه نسبتاً قابل توجه بود و خبرنگاران بسیاری با قائمیان ابراز همدردی کردند؛ چرا که در این آتش‌سوزی، افزون بر پنج اثر منتشر نشدهٔ قائمیان، نامه‌ها، عکس‌ها و دست‌نوشت‌های روزانهٔ وی در آتش سوخت و نابود شد. دست‌نوشته‌های نابودشدهٔ قائمیان در این حادثه، نوشته‌هایی بودند که او می‌خواست با آن‌ها ثابت کند دلیل ارزش نهادن وی به هدایت، به خاطر بدست‌آوردن شهرت نبوده‌است. قائمیان پس از این حادثه در بخش قلب بیمارستان بانک ملی بستری شد و حوصلهٔ ملاقات کسی را نداشت. پس از این آتش‌سوزی، دیگر امیدی برای زندگی در دل قائمیان نمانده بود و حتی سفر درمانی خود به اروپا را لغو کرد.

## درگذشت
حسن قائمیان در ۲۲ خرداد ۱۳۵۵ در تهران درگذشت.

## تحصیلات
حسن در سال ۱۳۱۳ از مدرسهٔ مطالعات عالی بازرگانی در پاریس با گرفتن دانش‌نامهٔ عالی، دانش‌آموخته شد.

## قائمیان و هدایت
حسن قائمیان در نزد روشن‌فکران جایگاه مهم و والایی داشت. او این جایگاه را با برگردانی کتاب گروه محکومین اثر فرانتس کافکا در سال ۱۳۲۷ و پیش از آن، دوستی نزدیک چندین ساله با صادق هدایت بدست آورد. وی را یکی از رهروان جنجال‌آفرین صادق هدایت در عرصهٔ روشن‌فکری دهه‌های ۳۰ و ۴۰ ایران خوانده‌اند که نسبت به مخالفان هدایت بسیار پرخاشگر بود؛ ولی در دههٔ ۵۰ آرام گرفته بود.

### ابراز احساسات شدید به هدایت
با وجود این که پیش از سال ۱۳۳۰ هم چند کتاب از قائمیان نشر شده بود، ولی بر سر زبان‌ها افتادن‌ها نام او به پس از خودکشی صادق هدایت مربوط است. در فروردین ۱۳۳۰ و پس از خودکشی هدایت، قائمیان در مطبوعات به ابراز احساسات شدید و افراطی به هدایت و آثارش پرداخت. به دلیل همین ابراز احساسات و عشق فراوان به هدایت، قائمیان مورد هجوم انتقادهای تند قرار گرفته بود. منتقدان آثار ادبی قائمیان را چندان مهم نمی‌دانستند و وی را عاشق شهرتی قلمداد می‌کردند که می‌خواست با یاد کردن از ارزش‌های ادبی و شخصیتی صادق هدایت، خودش را مطرح کند. قائمیان بعدها در برابر این انتقادها گفت که خود وی در سال ۱۳۰۸ نقد تئاتر می‌نوشته و در سال ۱۳۱۵ یعنی سال نشر بوف کور، شخصیت ادبی مطرحی بوده‌است. نقل است هنگامی که در سال ۱۳۵۱ قائمیان گزارش خودکشی هدایت را در نشریهٔ سپید و سیاه خواند، با دیدن تصاویر به شدت غمگین شد و گریست.

## کتاب‌ها
مهم‌ترین کتاب‌های حسن قائمیان در زیر فهرست شده‌اند:

### برگردانی‌ها
مهم‌ترین برگردان‌های حسن قائمیان بنا بر نوشتهٔ فهرست مؤلفین کتب چاپی و همچنین پایگاه خانه کتاب به این شرح است:
| نام کتاب                                          | انتشار* | نویسنده              | ناشر               |
| ------------------------------------------------- | ------- | -------------------- | ------------------ |
| کارخانه مطلق‌سازی                                  | ۱۳۲۶    | کارل چاپک            | -                  |
| گروه محکومین                                      | ۱۳۲۷    | فرانتس کافکا         | -                  |
| صادق هدایت، نوشته‌ها و اندیشه‌های او                | ۱۳۳۱    | ونسان مونتی          | -                  |
| ژاکب سوردلف هم‌کار انقلابی لنین                    |         | کلودیا سردلوا        | نشریهٔ آتش          |
| آری بوف کور را باید سوزانید                       | -       | -                    | نشریهٔ مجلهٔ آپادانا |
| بی‌کاری                                            | -       | -                    | -                  |
| مصدر سرکار ستوان                                  | -       | یاروسلاو هاشک        | بنگاه فرد          |
| عبرت بودا                                         | ۱۳۳۲    | ویسنته بلاسکو ایبانز | -                  |
| داستان‌های کوتاه مهمان مردگان، شمشیر و در کنیسهٔ ما | ۱۳۳۶    | فرانتس کافکا         | -                  |
| مجموعهٔ مقالات، نوشته‌ها و ترجمه‌های صادق هدایت      | ۱۳۳۷    | ونسان مونتی          | -                  |
| سیذارتا                                           | ۱۳۶۱    | ویسنته بلاسکو ایبانز | تیراژه             |

- تاریخ برای انتشار ترجمه‌ها است.

## بن‌مایه‌ها
- مشار، محمود (۱۳۴۰). فهرست مؤلفین کتب چاپی.
- جمشیدی، اسماعیل (خرداد و تیر ۱۳۹۲). «سی‌وپنج کیلو استخوان به نام حسن قائمیان» (PDF). بخارا (۹۳): ۵۰۱ تا ۵۱۵.
- نیاکی، جعفر؛ حسین‌زاده، پوراندخت (۱۳۸۳).  اقتداری، نسرین، ویراستار. بابل (شهر زیبای مازندران). ج. ۳. شابک ۹۶۴-۶۹۴۷-۹۷-۲.
- به‌خیال، مهدی (۹ آذر ۱۳۹۳). «وکیل مدافع صادق هدایت». تارگاه مهدی به‌خیال. بایگانی‌شده از اصلی در ۲۳ سپتامبر ۲۰۱۵. دریافت‌شده در ۱ مهر ۱۳۹۴.